# Ferdi Leisten

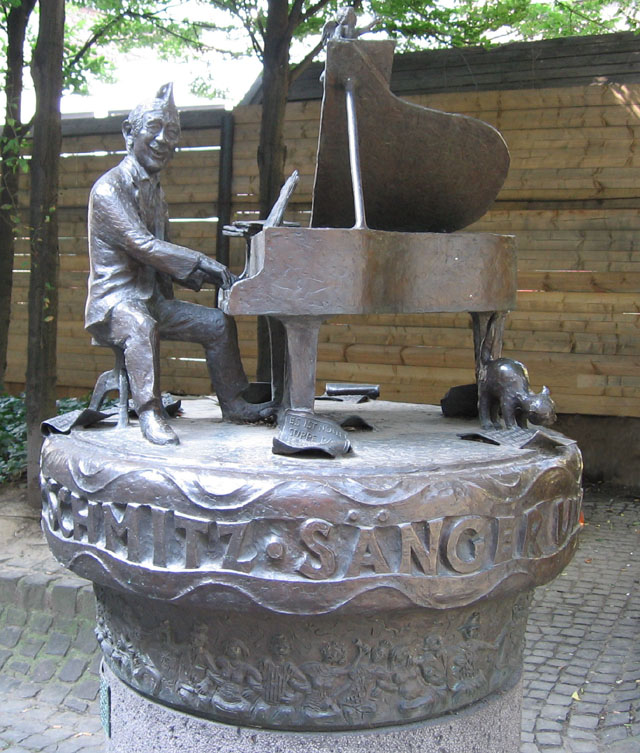
Ferdi Leisten sammelte Ideen, Konzepte und das Geld für die Erstellung des Jupp-Schmitz-Brunnens in der Kölner Innenstadt …

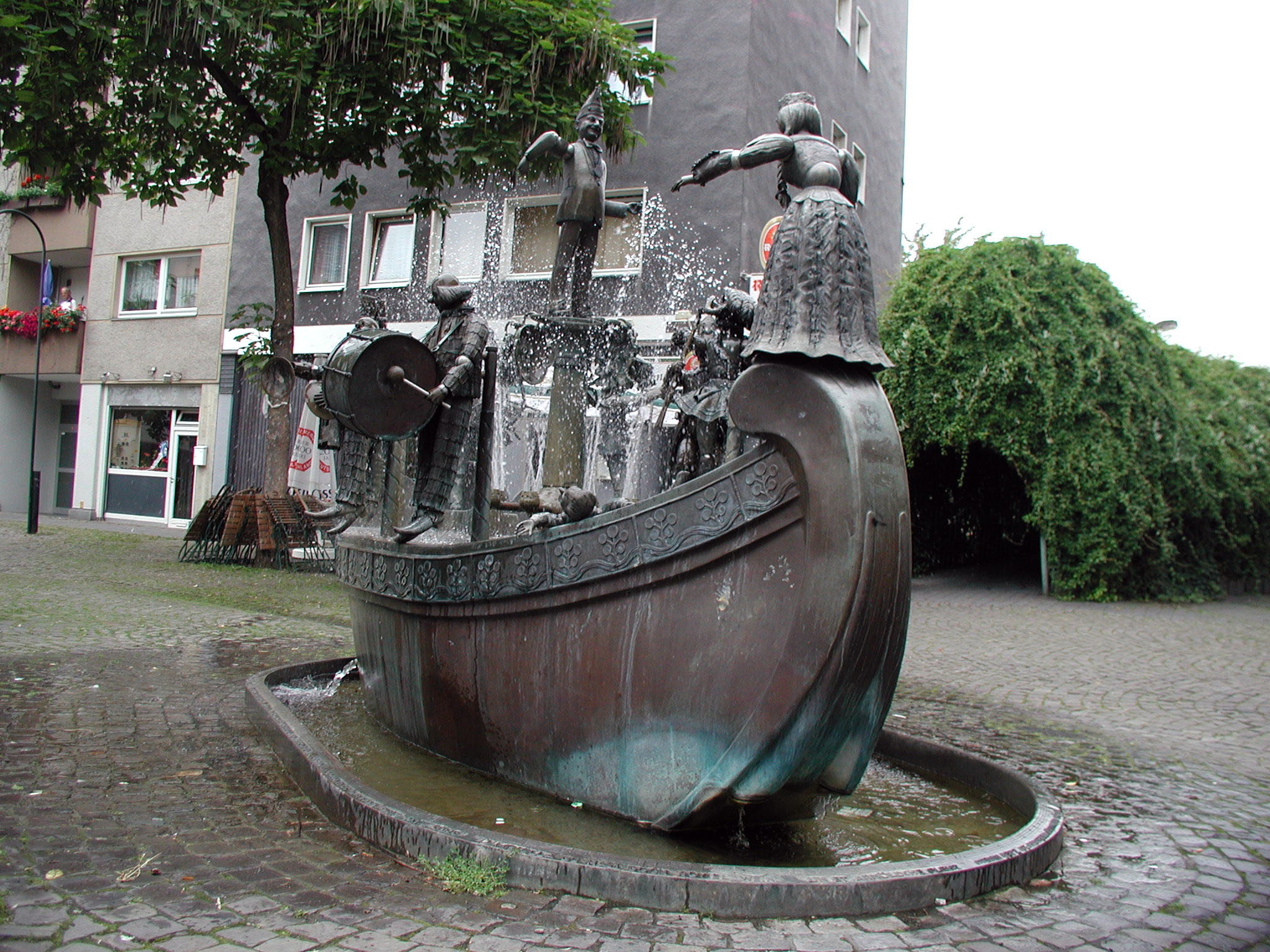
… und für den Karl-Berbuer-Brunnen im Severinsviertel.

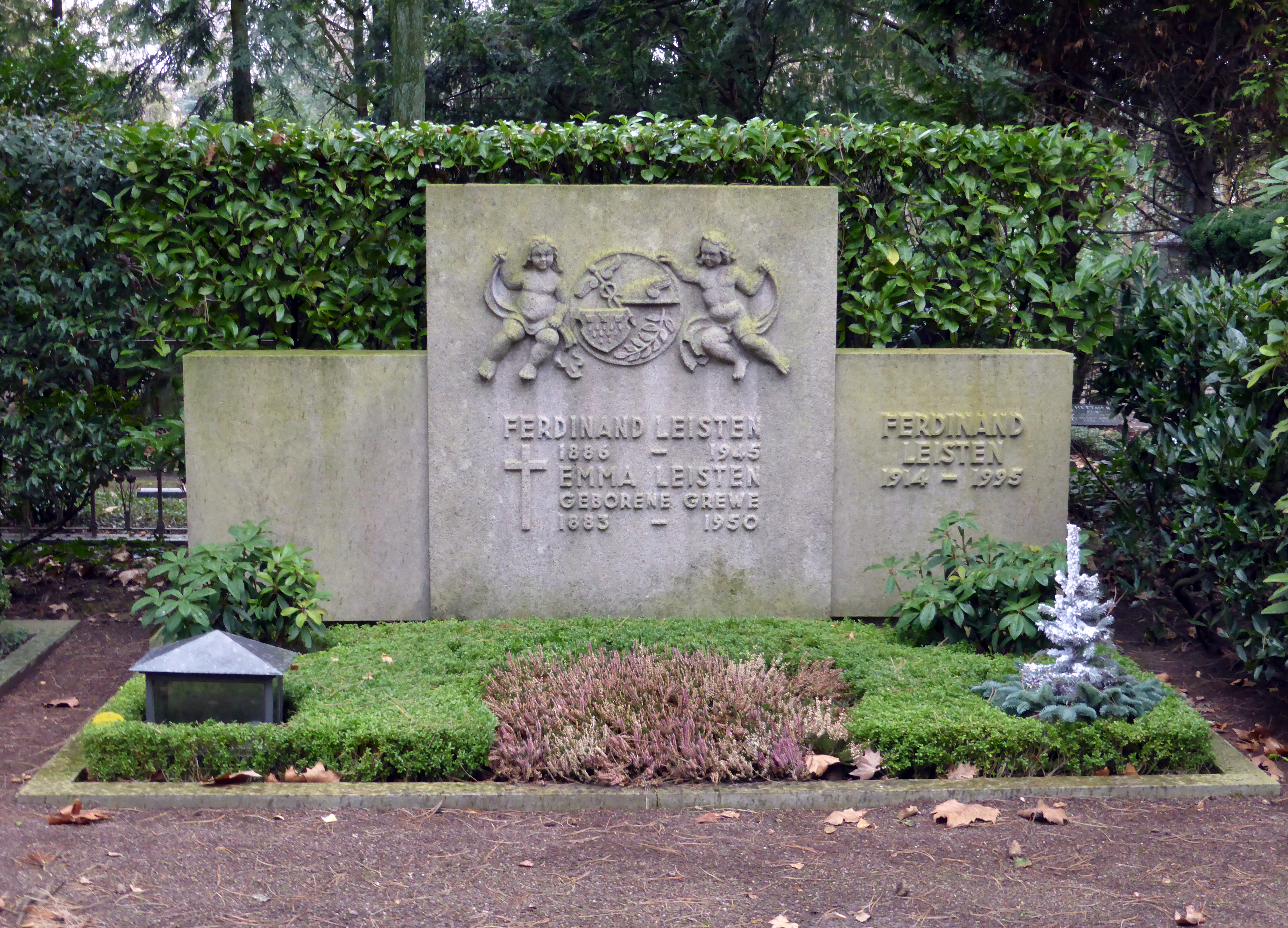
Grabstätte auf dem Kölner Melaten-Friedhof.

Ferdinand „Ferdi“ Leisten (* 2. März 1914 in Köln; † 6. Mai 1995 ebenda) war ein deutscher Unternehmer und Pferdezüchter. Als Präsident des Festkomitees Kölner Karneval prägte er über viele Jahre den Kölner Karneval.

## Pferdezucht
Ferdi Leisten junior war als Nachfolger seines Vaters Ferdi Leisten senior Inhaber des Ofenhauses Leisten. Schon in den 1930er Jahren entdeckte er seine Leidenschaft für die Vollblutzucht. In den letzten Monaten des Zweiten Weltkrieges sorgte er für die Überführung zahlreicher in Gotha internierter Zuchtpferde in den Westen, darunter den gesamten Bestand des Gestüts Zoppenbroich. Nach dem Krieg war er maßgeblich dafür verantwortlich, dass schon 1946 der Rennbetrieb auf der Galopprennbahn in Köln-Weidenpesch wieder aufgenommen werden konnte. Zusammen mit Walther Bresges und Waldemar von Oppenheim legte er den Grundstein für das spätere Direktorium für Vollblutzucht und Rennen, in dem er selbst über viele Jahre Ämter innehatte. Ab 1963 war er 31 Jahre lang als Auktionator bei den Baden-Badener Jährlingsauktionen tätig. Seine Sprüche („Karneval mache nur ich“) sorgten dafür, dass „diese Auktionen neben einem Informationswert auch eine außergewöhnliche Unterhaltung boten“. Als Präsident der 1988 gegründeten Baden-Badener Auktionsgesellschaft (BBAG) trieb er den Bau eines eigenen Gebäudes für die Auktionen voran, nachdem schon in den 1970er Jahren auf seine Initiative hin ein neuer Führring auf dem Rennplatz Iffezheim gebaut worden war. Von 1963 bis 1979 war er Präsident der Besitzvereinigung für Vollblutzucht und Rennen, und er fungierte als Vorsitzender der Zuchtkommission im Galoppverband. Leisten selbst züchtete gemeinsam mit Margit von Batthyány, einer Schwester von Heinrich Thyssen, Rennpferde auf dem Gestüt Erlenhof in Bad Homburg. Seit 2004 wird in Iffezheim das Ferdinand Leisten-Memorial ausgetragen, das mit 200.000 Euro höchstdotierte Rennen für Zweijährige in Deutschland.

## Engagement in Köln
Schon der Vater von Ferdi Leisten war 1927 Karnevalsprinz in Köln. Der Sohn wurde Mitglied der Karnevalsgesellschaft Große Kölner und 1946 Präsident der Ehrengarde. 1959 war er selbst Prinz Karneval. Im Festkomitee Kölner Karneval war er Schatzmeister und Vizepräsident, bevor er 1963 als Nachfolger von Thomas Liessem zum Präsidenten des Festkomitees gewählt wurde. Ferdi Leisten hatte dieses Amt bis 1973 inne und wurde anschließend zum Ehrenpräsidenten ernannt. Von 1954 bis 1959 war er Leiter des Rosenmontagszugs. Auf seine Initiative wurden die Kölner Werkschulen in den Kölner Rosenmontagszug einbezogen und das ehemalige Haus des Kölner Karnevals in der Antwerpener Straße gegründet. Das Kölner Personen Lexikon schreibt über ihn: „Leisten gab maßgebliche Impulse zur Struktur und Professionalisierung des Karnevals, so unter anderem 1955 zur Gründung des ‚Großen Senats‘ und des ‚Hauses des Kölner Karnevals mit Heimatmuseum‘.“ Zudem regte er Denkmäler für Karl Berbuer und Jupp Schmitz an und sammelte das dafür notwendige Geld.
Außerhalb des Karnevals war der Unternehmer Leisten in Köln unter anderem in der Industrie- und Handelskammer und der Kölner Messe engagiert. Der Bundespräsident verlieh Ferdi Leisten das Verdienstkreuz 1. Klasse des Verdienstordens der Bundesrepublik Deutschland. Er war zweimal verheiratet und Vater von zwei Söhnen. Seine Grabstätte befindet sich auf dem Kölner Melaten-Friedhof (Flur 12 in G).